# Lago di Saoseo
Il lago di Saoseo (Lagh da Saoseo) è un lago nella val di Campo, valle nella regione di Poschiavo nel cantone dei Grigioni, Svizzera.